# G-code
G-code (také RS-274 nebo česky G-kód) je nejrozšířenější programovací jazyk pro počítačem ovládané stroje (CNC) a 3D tisk. Používá se hlavně v počítačově podporované výrobě k řízení automatických obráběcích strojů a pro aplikace 3D tiskárny. G znamená Geometrie. Jazyk G-code vznikl v padesátých letech dvacátého století v laboratoři MIT Servomechanisms Laboratory, patřící k Massachusettskému technologickému institutu. G-code má mnoho různých implementací, které se do sebe v detailech liší.
Instrukce G-code jsou předávány řídicí jednotce stroje (průmyslovému počítači), která sděluje motorům, kam a jak rychle se mají pohybovat a jakou cestou. V obráběcím stroji, jako je soustruh nebo frézka, se řezný nástroj pohybuje podle těchto pokynů po předepsané dráze a odřezává materiál a/nebo se podle instrukcí programu obrobek přesně umístí v kterékoli z až devíti os kolem tří rozměrů vzhledem k dráze nástroje a nástroj i obrobek se mohou vzájemně pohybovat. Stejný koncept se používá také pro neřezné nástroje, jako jsou tvarovací nebo leštící hlavy, fotoplotting, aditivní metody, jako je 3D tisk, a měřicí přístroje.